# استار لبز
آزمایشگاه‌های پژوهشی پیشرفته دانش و فناوری یا آزمایشگاه‌های استار (به انگلیسی: S.T.A.R. Labs) یک آزمایشگاه تخیلی در کمیک‌های دی‌سی کامیکس است که فلش (بری آلن) درآنجا تبدیل به یک ابرقهرمان می‌شود. مدیر استار لبز دکتر هریسون ولز زمین ۱ است که بعدها به دست ریورس فلش کشته می‌شود.

## در فیلم‌ها
- سریال فلش
- سریال گرین ارو
- سریال سوپر گرل
- سریال افسانه‌های فردا
- سینمایی لیگ عدالت

## کارکنان
بری آلن (فلش) والی وست (کید فلش) کیتلین اسنو (کیلر فراست) فرانسیسیکو رامون (وایب) رالف دیبنی (مرد دراز شونده و…